# Persone di cognome Cattaneo
| Questa pagina contiene informazioni ricavate automaticamente dalle voci biografiche con l'ausilio del template Bio e di un bot. L'aggiornamento è periodico e automatico e ricostruisce completamente la pagina. Se manca una persona in questa lista, sei pregato di non aggiungerla, ma accertati piuttosto che la sua voce biografica contenga il template Bio e che i dati anagrafici siano correttamente compilati. Se il template Bio manca, inseriscilo tu stesso o, in alternativa, metti l'avviso {{tmp\|Bio}} che ne segnala la mancanza. Se i dati riportati sono sbagliati, correggi direttamente la voce biografica; le modifiche saranno visibili in questa lista entro pochi giorni. Per chiarimenti vedi il progetto antroponimi. La lista contiene solo le 81 persone che sono citate nell'enciclopedia e per le quali è stato implementato correttamente il template Bio. Pagina aggiornata al 7 ago 2025. |

Questa è una lista di persone presenti nell'enciclopedia che hanno il cognome Cattaneo, suddivise per attività principale.

## Allenatori di calcio(1)
- Cesare Cattaneo, allenatore di calcio e ex calciatore italiano (Verano Brianza, n. 1951)

## Ammiragli(2)
- Carlo Cattaneo, ammiraglio italiano (Sant'Anastasia, n. 1883 - Mar Mediterraneo, † 1941)
- Maurizio Cattaneo, ammiraglio italiano (Genova - Chio)

## Anatomisti(1)
- Luigi Cattaneo, anatomista italiano (Cura Carpignano, n. 1925 - Pavia, † 1992)

## Arbitri di calcio(1)
- Severino Cattaneo, arbitro di calcio italiano (Milano, n. 1888)

## Architetti(3)
- Cesare Cattaneo, architetto italiano (Como, n. 1912 - Como, † 1943)
- Girolamo Cattaneo, architetto e ingegnere italiano (Novara, n. 1540 - Brescia, † 1584)
- Raffaele Cattaneo, architetto e storico dell'architettura italiano (Rovigo, n. 1861 - Venezia, † 1889)

## Arcivescovi cattolici(1)
- Guido Cattaneo, arcivescovo cattolico italiano († 1339)

## Artisti(1)
- Ivan Cattaneo, artista, cantautore e pittore italiano (Bergamo, n. 1953)

## Attori(2)
- Bruno Cattaneo, attore, doppiatore e direttore del doppiaggio italiano (Gallipoli, n. 1938 - Sheffield, † 2019)
- Carlo Cattaneo, attore e regista italiano

## Aviatori(2)
- Bartolomeo Cattaneo, aviatore italiano (Grosio, n. 1883 - San Paolo, † 1949)
- Ettore Cattaneo, aviatore e dentista italiano (Melegnano, n. 1898 - Milano, † 1972)

## Calciatori(12)
- Angelo Cattaneo, calciatore italiano (Rho, n. 1915 - Siena, † 1990)
- Carlo Cattaneo, calciatore italiano (Crema, n. 1915)
- Dante Cattaneo, calciatore italiano (Pozzolo Formigaro, n. 1923)
- Egidio Cattaneo, calciatore italiano (Rho, n. 1927 - Milano, † 1983)
- Faraone Cattaneo, calciatore italiano
- Giovanni Cattaneo, calciatore e allenatore di calcio italiano
- Giuseppe Cattaneo, ex calciatore italiano (Rovellasca, n. 1946)
- Giuseppe Cattaneo, calciatore italiano
- Guerrino Cattaneo, calciatore italiano (Magenta, n. 1908 - La Spezia, † 1992)
- Luigi Cattaneo, calciatore italiano (Schio, n. 1918 - Schio, † 1993)
- Renato Cattaneo, calciatore e allenatore di calcio italiano (Alessandria, n. 1903 - Alessandria, † 1974)
- Renato Cattaneo, calciatore italiano (Rovellasca, n. 1923 - † 2017)

## Canottieri(2)
- Andrea Cattaneo, canottiere italiano (Cremona, n. 1998)
- Francesco Cattaneo, ex canottiere italiano (Salerno, n. 1970)

## Cantautori(1)
- Paolo Cattaneo, cantautore e musicista italiano (Brescia, n. 1971)

## Cardinali(1)
- Adelardo Cattaneo, cardinale e vescovo cattolico italiano (Lendinara, n. 1122 - Verona, † 1225)

## Ciclisti su strada(2)
- Marco Cattaneo, ex ciclista su strada italiano (Rovellasca, n. 1957)
- Mattia Cattaneo, ciclista su strada italiano (Alzano Lombardo, n. 1990)

## Condottieri(1)
- Galeazzo Cattaneo, condottiero italiano (Medolago, † 1406)

## Diplomatici(1)
- Giulio Cattaneo, diplomatico e politico italiano (Piacenza - Milano, † 1531)

## Dirigenti d'azienda(1)
- Flavio Cattaneo, dirigente d'azienda e imprenditore italiano (Rho, n. 1963)

## Dirigenti sportivi(1)
- Pietro Bruno Cattaneo, dirigente sportivo italiano (Sesto San Giovanni, n. 1947)

## Farmacologhe(1)
- Elena Cattaneo, farmacologa italiana (Milano, n. 1962)

## Filosofi(1)
- Mario Alessandro Cattaneo, filosofo italiano (Roma, n. 1934 - Venezia, † 2010)

## Giocatori di football americano(1)
- Giuliano Cattaneo, ex giocatore di football americano statunitense (Santa Rosa, n. 1994)

## Giornaliste(1)
- Margherita Cattaneo, giornalista e scrittrice italiana (Firenze, n. 1907 - Firenze, † 1971)

## Giornalisti(1)
- Antonio Cattaneo, pubblicista e divulgatore scientifico italiano (Milano, n. 1786 - Milano, † 1845)

## Giuristi(2)
- Altigrado Cattaneo, giurista e vescovo cattolico italiano (Lendinara - Padova, † 1314)
- Riccardo Cattaneo, giurista e politico italiano (Trecate, n. 1854 - Trana, † 1931)

## Matematici(1)
- Carlo Cattaneo, matematico e fisico italiano (San Giorgio Piacentino, n. 1911 - Roma, † 1979)

## Medici(1)
- Giorgio Cattaneo, medico italiano (Napoli)

## Mercanti(1)
- Andreolo Cattaneo, mercante italiano (Genova - † 1331)

## Militari(3)
- Angelo Cattaneo, militare italiano (Codogno, n. 1965)
- Giovanni Cattaneo, militare e politico italiano (Milano, n. 1865 - Arcisate, † 1944)
- Giovanni Cattaneo, militare italiano (Magenta, n. 1916 - Regalbuto, † 1943)

## Missionari(1)
- Lazzaro Cattaneo, missionario italiano (Sarzana, n. 1560 - Hangzhou, † 1640)

## Modelle(1)
- Franca Cattaneo, ex modella italiana (Sestri Ponente, n. 1941)

## Musicisti(1)
- Fabrizio Cattaneo, musicista italiano (Genova, n. 1963)

## Musicologi(1)
- Paolo Cattaneo, musicologo e musicista italiano (Tradate, n. 1953)

## Numismatici(1)
- Gaetano Cattaneo, numismatico e poeta italiano (Soncino, n. 1771 - Milano, † 1841)

## Nuotatrici(1)
- Camilla Cattaneo, nuotatrice artistica italiana (Savona, n. 1990)

## Ostacoliste(1)
- Micol Cattaneo, ostacolista italiana (Como, n. 1982)

## Partigiani(1)
- Renzo Cattaneo, partigiano italiano (Collegno, n. 1927 - Moncalieri, † 1944)

## Patrioti(2)
- Carlo Cattaneo, patriota, filosofo e politico italiano (Milano, n. 1801 - Lugano, † 1869)
- Francesco Cattaneo, patriota italiano (Novi Ligure, n. 1835)

## Pattinatori di velocità su ghiaccio(1)
- Giorgio Cattaneo, pattinatore di velocità su ghiaccio italiano (Limbiate, n. 1923 - Sanremo, † 1998)

## Pittori(2)
- Achille Cattaneo, pittore italiano (Limbiate, n. 1872 - Milano, † 1931)
- Sante Cattaneo, pittore italiano (Salò, n. 1739 - Brescia, † 1819)

## Poeti(1)
- Simone Cattaneo, poeta italiano (Saronno, n. 1974 - Saronno, † 2009)

## Politiche(2)
- Giannina Cattaneo Petrini, politica italiana (Milano, n. 1908 - Milano, † 2008)
- Giovanna Cattaneo Incisa, politica italiana (Torino, n. 1942 - Torino, † 2011)

## Politici(2)
- Alessandro Cattaneo, politico italiano (Rho, n. 1979)
- Francesco Cattaneo, politico italiano (Sarzana, n. 1799 - † 1873)

## Registi(1)
- Peter Cattaneo, regista e sceneggiatore britannico (Londra, n. 1964)

## Religiosi(2)
- Angelico Cattaneo, religioso svizzero (Faido, n. 1769 - Locarno, † 1847)
- Giovanni Battista Cattaneo, religioso e astronomo italiano (Genova, † 1504)

## Sciatori alpini(1)
- Luca Cattaneo, ex sciatore alpino e sciatore freestyle italiano (Breno, n. 1972)

## Scrittori(1)
- Giulio Cattaneo, scrittore, critico letterario e italianista italiano (Firenze, n. 1925 - Roma, † 2010)

## Scultori(1)
- Piero Cattaneo, scultore, pittore e illustratore italiano (Bergamo, n. 1929 - Bergamo, † 2003)

## Teologi(1)
- Arturo Cattaneo, teologo svizzero (Lugano, n. 1948)

## Velociste(1)
- Rosetta Cattaneo, velocista italiana (n. 1919 - † 1988)

## Velocisti(1)
- Federico Cattaneo, velocista italiano (Saronno, n. 1993)

## Vescovi cattolici(4)
- Eugenio Cattaneo, vescovo cattolico italiano (Novi Ligure, n. 1551 - Cerreto Sannita, † 1608)
- Giorgio Cattaneo, vescovo cattolico italiano (Cavalesino, n. 1663 - Vigevano, † 1730)
- Giovanni Lucido Cattaneo, vescovo cattolico italiano (Mantova, n. 1613 - Mantova, † 1685)
- Sebastiano Cattaneo, vescovo cattolico e scrittore italiano (Milano, n. 1545 - Milano, † 1609)

## Senza attività specificata(1)
- Valerio Cattaneo, ex politico italiano (Varese, n. 1965)